# Maluma
Juan Luis Londoño Arias  (Medellín, 28 de janeiro de 1994), mais conhecido pelo nome artístico Maluma, é um cantor, ator, compositor e modelo colombiano. Possui contrato com a Sony Music Colômbia e a Sony Latin.
Ele alcançou a fama em seu país natal em 2011, graças aos singles "Farandulera" e "Obsesión", e graças a "La Temperature" e "Carnaval" (2014), no resto da América Latina. O álbum Magia (2012) teve sucesso comercial na Colômbia, e um ano depois Maluma foi indicado ao Grammy Latino como "Melhor Artista Novo".
Em 2015, ele lançou seu segundo álbum de estúdio, Pretty Boy, Dirty Boy, que entrou em primeiro lugar na lista principal de álbuns latinos da Billboard, e consiste nos singles "Borró cassette", "El perdedor" e "Sin contrato ».5 Em 2014 e 2015, atuou como juiz e treinador na La voz Kids e em outubro de 2015 foi lançada sua primeira linha de roupas.
Em fevereiro de 2016, ele participou da cerimônia do Lo Nuestro Awards da rede americana Univisión, uma de suas mais importantes performances ao vivo, onde, juntamente com J Balvin, ele apresentou a música "Pa 'Mayté" em homenagem ao também colombiano Carlos Vives e também ao single «Daquela noite», em que colabora com a cantora mexicana Thalía. Após o sucesso do single e da performance ao vivo, Maluma passou a ser considerado pelos críticos especializados como um dos artistas da «música urbana de maior impacto» na América Latina. E nesse ano houve a parceria com a cantora brasileira Anitta, intitulada "Sim ou Não".
No final do mesmo ano, ele foi confirmado como artista e júri do Festival Viña del Mar de 2017, nas mesmas datas em que “Blackmail” foi lançado, seu single de maior sucesso até o momento, em que colaborou com a cantora colombiana Shakira.
Em março de 2018, Maluma foi chamado para apresentar a versão em espanhol da música "Colors", o hino da Copa do Mundo de Futebol de 2018, apresentado pela Coca-Cola. A música em inglês é cantada pelo artista americano Jason Derulo. Planejava-se que ambos os artistas participassem da cerimônia de abertura do evento esportivo, onde apresentariam a música, em 14 de junho de 2018 no estádio Luzhniki em Moscou, mas isso acabou por não acontecer.

## Biografia

### Infância e começo artístico
Juan Luis Londoño Arias nasceu em 28 de janeiro de 1994 na cidade colombiana de Medellín, filho de Marlli Arias e Luis Londoño; Ele tem uma irmã mais velha chamada Manuela, que estudou psicologia e filosofia e, com a primeira sílaba dos nomes dos três, ele compôs seu nome artístico.
Na infância, ele era fã de futebol, esporte praticado por oito anos consecutivos, ingressou nas divisões inferiores das equipes Atlético Nacional e Club Deportivo La Equidad, participou de torneios de vôlei, pingue-pongue e xadrez, entre outros. Por outro lado, ele também era apaixonada por música, demonstrada em casa e na escola e por sua melhor amiga Camila Andriuolo, que depois de um tempo era namorada dele por anos, estudou na escola Hontanares em El Retiro, e escrevia cartas encomendadas para as amigas de seus colegas de classe.No décimo ano, ele participou de um concurso de canto e ficou em primeiro lugar na competição com o tema "Eu queria", de Andrés Cepeda, e em dezembro No mesmo ano, ele estrelou uma peça.
Maluma em Bogotá no final de 2015.

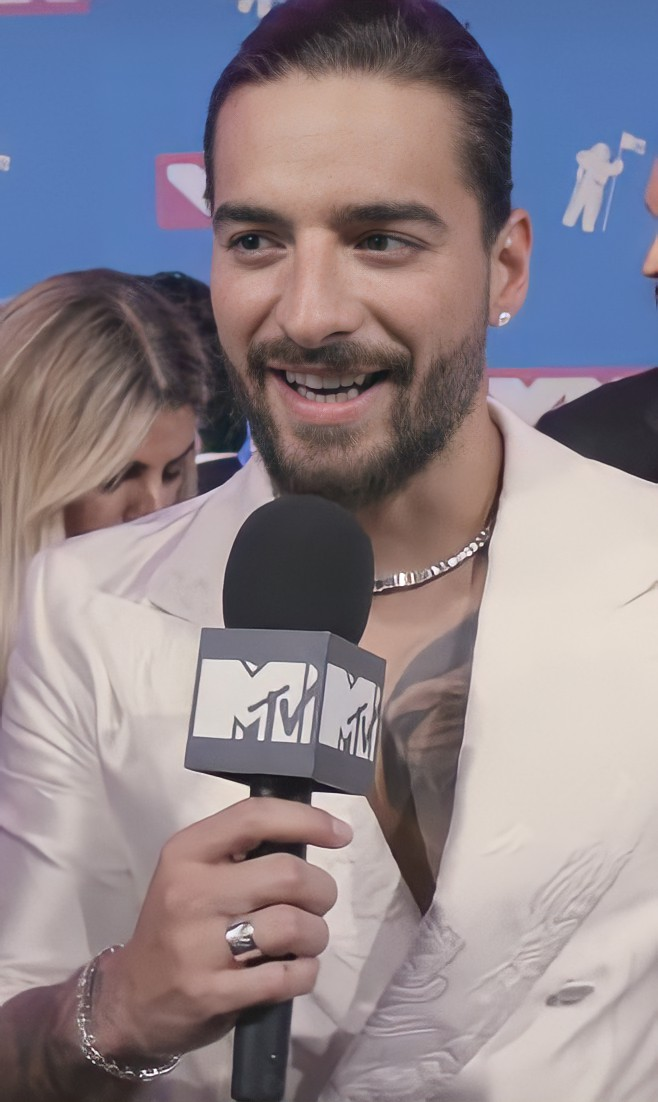
Maluma em 2018.

Aos 15 anos, ele compôs uma música intitulada "No Quiero" com um amigo próximo e, um ano depois, seu tio, Juan Parra, ofereceu-lhe um presente de aniversário para gravar a música em estúdio, inicialmente ele não tinha intenção de se concentrar na música; “No entanto, ele surpreendeu um grupo de produtores que acabou oferecendo a ele a gravação de um álbum, mas não antes de avisá-lo de que ele precisava de um nome mais sonoro, fácil de lembrar e bem recebido no círculo de gênero urbano.” Assim, ele adotou o nome artístico. de Maluma, que é uma combinação das duas primeiras letras do nome de sua mãe Marlli, seu pai Luis e sua irmã Manuela Segundo o mesmo artista: «É uma homenagem a eles porque eu os amo e eles são a força motriz da minha carreira Quanto à sua decisão de ser músico, ele afirma que foi muito difícil escolher entre futebol e música, pois é apaixonado pelas duas atividades, e seu pai, a princípio, se opôs à ideia do cantor, alegando que Maluma havia dedicado muito tempo no futebol e também porque eu queria que ele fosse um jogador de sucesso e não um cantor de reggaeton; Mas, em seguida, ela o apoiou em sua decisão. Em 2010, aos 16 anos, Maluma começou a receber instruções vocais e, em seu último ano do ensino médio, ele decidiu se lançar no estrelato.

## Carreira

### 2010–13: Começos de carreira, estreia e ascensão à fama
Maluma começou sua carreira musical em 2010, gravando singles. Depois que "Farandulera" se tornou um sucesso nas rádios locais, a Sony Music e sua marca subsidiária Sony Music Colômbia, decidiram assinar com o cantor para gravar seu primeiro álbum de estúdio. A gravadora lançou o próximo single, "Loco", que foi inspirado pelo "amor desenfreado e descontrolado".
Em 2012, Maluma lançou seu álbum de estréia, intitulado Magia. O videoclipe para a faixa "Obsesión", foi filmado na Estação Ferroviária do Departamento de Antioquia e apresentou a modelo colombiana Lina Posada, que já havia aparecido no videoclipe da música "Taboo" (2011) de Don Omar. Até agora, o vídeo tem mais de 175 milhões de visualizações no YouTube. Outros singles lançados no álbum incluem "Miss Independent" e "Pasarla Bien". Com "Miss Independente" atingiu o número dois no gráfico de músicas do National-Report da Colômbia, tornando-se sua primeira canção no top cinco da parada. Maluma também foi nomeado para um Prêmio Shock 2012 como "Melhor Artista Novo". Os dois singles finais do seu álbum de estréia, "Primer Amor" e "Miss Independent"; O último foi acompanhado de um videoclipe, gravado em Medellín, reunindo mais de 35 milhões de visualizações no YouTube.
Em 2013, "La Temperatura", com a cantora porto-riquenha Eli Palacios, foi lançado como o primeiro single da mixtape, PB.DB The Mixtape; a música atingiu o número sete nas paradas do National-Report. Também se tornou seu primeiro single para entrar nas paradas dos EUA para o público latino pela Billboard; alcançou o número 25 no gráfico da Tropical Songs, número 8 no gráfico de músicas do Latin Pop Airplay, número 24 no Billboard Hot Latin Songs e número 4 no Latin Rhythm Airplay.

### 2014–presente: The Voice Kids e segundo álbum de estúdio

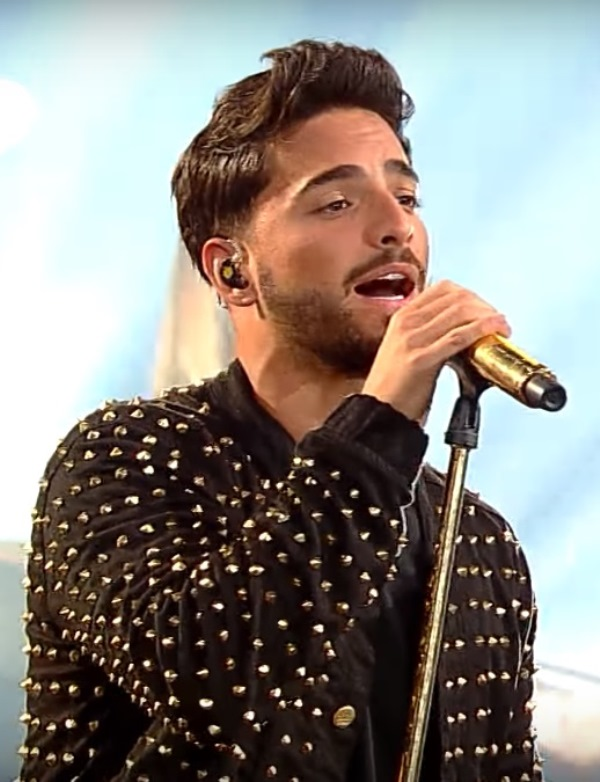
Maluma cantando "Sin Contrato", durante o Festival de Viña del Mar 2017 no Chile.

Em 2014, ele lançou os vídeos de música para os singles "La Curiosidad", "Carnaval" e "Addicted". Ele também colaborou com o cantor Elvis Crespo, na música tema "Olé Brasil" gravada para a Copa do Mundo FIFA 2014. Em 16 de julho de 2014, Maluma apareceu em 2014 Premios Juventud, onde cantou "La Temperatura". No mesmo mês, o cantor foi confirmado como um juiz / treinador no The Voice Kids da Caracol Television, ao lado de Fanny Lu e Andrés Cepeda. Em agosto, ele fez sua estréia como anfitrião no prêmio inaugural, Kids' Choice Awards Colômbia, de 2014.
No início de 2015, Maluma lançou a mixtape PB.DB The Mixtape, uma compilação de vários singles. Seu segundo álbum, Pretty Boy, Dirty Boy, foi lançado no final de 2015, contendo elementos de música reggaeton, pop e Urban contemporary. Os singles "Borró Cassette", "El Perdedor" e "Sin Contrato" entraram no top 10 da Billboard Hot Latin Songs.
Em 2016, ele colaborou com artistas Thalía, Ricky Martin e Shakira. Sua colaboração com Shakira, Chantaje, alcançou o número um na tabela Hot Latin Songs. Em abril daquele ano ele se apresentou no recém-nomeado Estádio FIU para a partida inaugural do novo time de futebol da da NASL, o Miami FC. Em seguida, ele embarcou em Pretty Boy, Dirty Boy World Tour em maio de 2016. Em dezembro de 2016, Maluma foi destaque no remix de "Me Llamas" pela banda colombiana Piso 21 .
Em 2017, seu hit single "Felices los 4" se tornou seu quinto top 5 na tabela Hot Latin Songs, seguido por "Corazón", que também alcançou o top 5 na parada. Ele também lançou o curta-metragem X, que contou com suas músicas "GPS", "Vitamina" com o French Montana, e "23" com Arcángel.
Maluma gravou a versão em espanhol de "Colors", uma das músicas-tema da Copa do Mundo FIFA de 2018, e tocada em inglês por Jason Derulo. Maluma retornou ao estádio Riccardo Silva, em Miami, para gravar o vídeo, um de um número crescente de artistas usando a cidade para gravar videoclipes. O terceiro álbum de estúdio de Maluma, F.A.M.E., foi lançado em 18 de maio de 2018. Em uma entrevista, ele expressou seu nome significa "Fé, Alma, Música & Essência". Trabalhou com os produtores Jay Cash, Vinylz e os colaboradores Daddy Yankee, Prince Royce e Jason Derulo no álbum.

## Arte
Maluma citou Hector Lavoe, Justin Timberlake e Michael Jackson como suas principais influências musicais. Ele define sua música como "pop urbano". Um editor de Billboard, escreveu: "A marca de reggaetón de Maluma combina-se bem com sua imagem, conseguindo ser romântica e crua. Seu som representa uma evolução do gênero". Em uma entrevista em 2016, ele afirmou:
Cresci com esse gênero [reggaeton] que literalmente se tornou vida. É um dos gêneros que eu canto, porque não sou um reggaetonero, sou um artista urbano, eu canto reggaeton. Se você ouvir meu último álbum, há baladas, mambo, merengue e reggaeton e coisas subterrâneas. Gostaria de mostrar a versatilidade que eu posso cantar.

## Vida pessoal
Maluma nasceu de Marlli Arias e Luis Londoño e cresceu com uma irmã mais velha. Ele teve um interesse precoce no futebol, que começou a jogar ainda criança no ensino médio, competindo nas divisões inferiores nas equipes Atlético Nacional e Equidad Sports Club. Além disso, ele desenvolveu um grande interesse em música durante seus primeiros anos de adolescência e foi famoso como um bom cantor em sua escola. Ele se formou em "Hontaranes School" em El Retiro, onde foi incentivado por muitos de seus amigos a participar de competições locais de canto.
Ele fez sua primeira pausa musical aos quinze anos depois de compor, junto com um amigo próximo, uma canção intitulada “No quiero”; um ano depois, Juan Parra, seu tio, ofereceu-lhe a oportunidade de gravá-lo em um estúdio como seu presente de aniversário.
Ele adotou o nome artístico de Maluma, que é uma combinação das duas primeiras letras dos nomes de sua mãe Marlli, seu pai Luis e sua irmã em Manuela. Citando seus pais como uma grande influência em sua carreira, “é uma homenagem a elas porque eu as amo e elas são o motor da minha carreira”.
A vida romântica de Maluma tem sido objeto de muita especulação que ele manteve privada na maior parte do tempo. No entanto, em uma entrevista com Al Rojo Vivo da Telemundo em janeiro de 2018, ele admitiu estar em relação com a modelo cubano-croata Natalia Barulich que ele conheceu durante a gravação de seu videoclipe "Felices Los 4". Ele disse sobre o relacionamento:
Nós nos divertimos muito juntos, nos divertimos, nos amamos e também apoiamos uns aos outros ... Eu acho que esses são os fundamentos. É a coisa mais importante. Agora estamos namorando. Nós gostamos do que temos, eu gosto da companhia dela, e ela me apoia e me ama, então todos vocês estão me vendo como nunca antes.

## Controvérsia
Em 7 de outubro de 2016, a música "Cuatro Babys", com Noriel, Bryant Myers e Juhn, recebeu muita controvérsia sobre suas letras, já que alguns as consideram objetivas para as mulheres. Uma petição foi publicada no Change.org exigindo a remoção da música das plataformas digitais. Apesar dessa controvérsia, a popularidade de "Cuatro Babys" só aumentou com a música tendo quadruplicado a platina, qualificando o tamanho de uma sequência do gênero de Latin trap.

## Prêmios e indicações
Em 2013, Maluma foi nomeada para vários prêmios, inclusive o MTV Europe Music Awards para o Melhor Artista Latino-americano no MTV EMAs 2013, e o Grammy Latino de Melhor Artista Revelação, além de uma vitória para "Melhor música de rádio" no no Shock Awards de 2013 para "La Temperatura". Em 2017, Maluma foi nomeado para duas categorias no Billboard Music Awards, incluindo Top Latin Artist.

## Filmografia
| Ano     | Título                              | Função    | Notas                             |
| ------- | ----------------------------------- | --------- | --------------------------------- |
| 2014    | La voz Kids Colombia                | Ele mesmo | Treinador e juiz                  |
| 2014    | Kids' Choice Awards Colombia 2014   | Ele mesmo | Apresentador principal            |
| 2016    | Despertar contigo                   | Ele mesmo | Volvi a Nascer - Tema de abertura |
| 2017    | La Voz Kids México                  | Ele mesmo | Coach                             |
| 2017    | X (The Film)                        | Ele mesmo | Documentário (curta metragem)     |
| 2017-18 | La Voz... México                    | Ele mesmo | Coach                             |
| 2019    | Lo Que Era, Lo Que Soy, Lo Que Seré | Ele mesmo | Documentário no YouTube Premium   |
| 2022    | Marry Me                            | Bastian   | Filme de Comédia Dramática        |

## Discografia
- Magia (2012)
- Pretty Boy, Dirty Boy (2015)
- F.A.M.E. (2018)
- 11:11 (2019)
- Papi Juancho (2020)
- The Love & Sex Tape (2022)
- Don Juan (2023)

## Turnês
- Pretty Boy, Dirty Boy World Tour (2016–2017)
- F.A.M.E Tour (2018)
- 11:11 World Tour (2019-2020)
- Papi Juancho World Tour (2021-2022)
- Don Juan World Tour (2023)